# Fjerritslev
Fjerritslev es un pueblo danés perteneciente al municipio de Jammerbugt, en la región de Jutlandia Septentrional.
Tiene 3398 habitantes en 2017, lo que lo convierte en la segunda localidad más importante del municipio tras la capital municipal Aabybro.
Se conoce la existencia del lugar desde el siglo XVI, pero se desarrolló en el siglo XX como poblado ferroviario. Hasta 2007 era capital de municipio, uno de los cuatro que se fusionaron para formar el actual municipio de Jammerbugt.
Se sitúa en el centro de la isla de Vendsyssel-Thy, en una parte estrecha de la misma con la bahía Jammerbugt 5 km al norte y el puente con Jutlandia 5 km al sur. Se ubica en el cruce de las carreteras 11 y 29, a medio camino entre Thisted y Aabybro.